# Territoire de Susta
Pour les articles homonymes, voir Susta.
Ne doit pas être confondu avec Municipalité rurale de Susta.
Le territoire de Susta est le nom donné à une petite portion de la plaine indo-gangétique à la frontière entre l'Inde et le Népal. Si le territoire est administré par l'Inde au sein du district du Champaran occidental de l'état du Bihar, le Népal le revendique comme faisant partie de la municipalité rurale de Susta du district de Parasi dans la province de Lumbini.

## Histoire
Selon l'Inde et conformément au traité de Sugauli signé en 1816 entre la Compagnie britannique des Indes orientales et le royaume du Népal, la frontière s'appuie sur le tracé de la rivière Gandak. À l'époque, le village de Susta se trouve au Népal, la rivière passant à l'est du village. Cependant, au gré des divagations de la rivière qui modifie la position de son lit, le cours d'eau passe désormais à l'ouest du village et l'Inde a de facto répercuté la modification de la frontière.

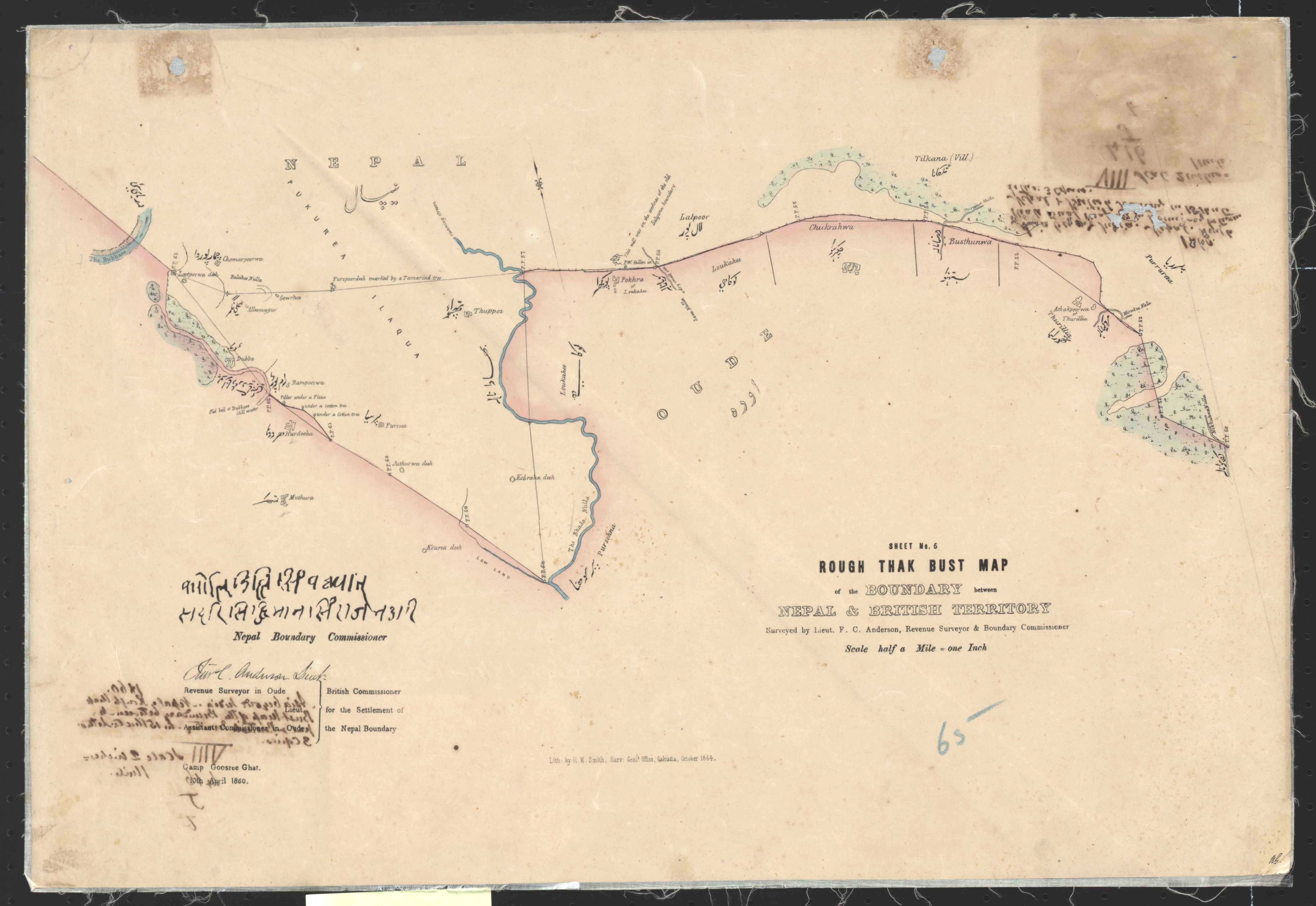
Carte de 1960 montrant la frontière entre l'Inde et le Népal autour de Susta.

## Référence
- (en) Cet article est partiellement ou en totalité issu de l’article de Wikipédia en anglais intitulé « Susta territory » (voir la liste des auteurs).